# Multiclavula coronilla
Multiclavula coronilla é uma espécie de fungo pertencente à família Clavulinaceae.